# چغک علفی آبی‌سیاه
چغک علفی آبی‌سیاه (نام علمی: Volatinia jacarina) نام یک گونه از تیره فرخنده است.